# Französische Rugby-Union-Meisterschaft 1954/55
Die Saison 1954/55 war die 56. Austragung der französischen Rugby-Union-Meisterschaft (französisch Championnat de France de rugby à XV). Sie umfasste 48 Mannschaften in der ersten Division (heutige Top 14).
Die Meisterschaft begann mit der Gruppenphase, bei der in sechs Gruppen je acht Mannschaften gegeneinander antraten. Die Erst- bis Fünftplatzierten jeder Gruppe sowie die zwei besten Sechstplatzierten zogen in die Finalphase ein, während die vier schlechtesten Achtplatzierten in die zweite Division absteigen mussten. Es folgten Sechzehntel-, Achtel-, Viertel- und Halbfinale. Im Endspiel, das am 22. Mai 1955 im Parc Lescure in Bordeaux stattfand, trafen die zwei Halbfinalsieger aufeinander und spielten um den Bouclier de Brennus. Dabei setzte sich die USA Perpignan gegen den FC Lourdes durch und errang zum sechsten Mal den Meistertitel.

## Gruppenphase
|    | Team               | Siege | Unent. | Ndlg. | Spiel- punkte | Diff. | Tabellen- punkte |
| -- | ------------------ | ----- | ------ | ----- | ------------- | ----- | ---------------- |
| 1. | Section Paloise    | 9     | 4      | 1     | 112:76        | + 36  | 36               |
| 2. | Castres Olympique  | 7     | 5      | 2     | 93:32         | + 61  | 33               |
| 3. | US Dax             | 5     | 6      | 3     | 124:100       | + 24  | 30               |
| 4. | Stade Lavelanétien | 7     | 2      | 5     | 93:71         | + 22  | 30               |
| 5. | FC Grenoble        | 6     | 2      | 6     | 93:86         | + 7   | 28               |
| 6. | RC Narbonne        | 4     | 1      | 9     | 82:124        | − 42  | 23               |
| 7. | AS Roanne          | 2     | 4      | 8     | 74:107        | − 33  | 22               |
| 8. | AS Soustons        | 2     | 4      | 8     | 51:126        | − 75  | 22               |

|    | Team                  | Siege | Unent. | Ndlg. | Spiel- punkte | Diff. | Tabellen- punkte |
| -- | --------------------- | ----- | ------ | ----- | ------------- | ----- | ---------------- |
| 1. | Racing Club de France | 7     | 5      | 2     | 108:78        | + 30  | 33               |
| 2. | US Cognac             | 7     | 3      | 4     | 97:69         | + 28  | 31               |
| 3. | SC Tulle              | 6     | 3      | 5     | 81:64         | + 17  | 29               |
| 4. | Stade Toulousain      | 7     | 1      | 6     | 88:76         | + 12  | 29               |
| 5. | SC Graulhet           | 5     | 4      | 5     | 94:82         | + 12  | 28               |
| 6. | Lyon OU               | 6     | 2      | 6     | 85:107        | − 22  | 28               |
| 7. | USA Limoges           | 3     | 4      | 7     | 54:96         | − 42  | 24               |
| 8. | Biarritz Olympique    | 4     | 0      | 10    | 88:123        | − 35  | 22               |

|    | Team            | Siege | Unent. | Ndlg. | Spiel- punkte | Diff. | Tabellen- punkte |
| -- | --------------- | ----- | ------ | ----- | ------------- | ----- | ---------------- |
| 1. | Stade Montois   | 13    | 0      | 1     | 236:75        | + 161 | 40               |
| 2. | FC Lourdes      | 13    | 0      | 1     | 197:75        | + 122 | 40               |
| 3. | SU Agen         | 7     | 2      | 5     | 149:93        | + 56  | 30               |
| 4. | RC Vichy        | 6     | 0      | 8     | 131:99        | + 32  | 26               |
| 5. | CA Périgueux    | 5     | 2      | 7     | 91:119        | − 28  | 26               |
| 6. | Stade Rochelais | 5     | 0      | 9     | 81:112        | − 31  | 24               |
| 7. | US Montélimar   | 3     | 2      | 9     | 46:183        | − 137 | 22               |
| 8. | US Bressane     | 1     | 0      | 13    | 84:259        | − 175 | 16               |

|    | Team              | Siege | Unent. | Ndlg. | Spiel- punkte | Diff. | Tabellen- punkte |
| -- | ----------------- | ----- | ------ | ----- | ------------- | ----- | ---------------- |
| 1. | RC Toulon         | 9     | 2      | 3     | 132:80        | + 52  | 34               |
| 2. | US Carmaux        | 8     | 2      | 4     | 129:68        | + 61  | 32               |
| 3. | SC Angoulême      | 8     | 2      | 4     | 97:71         | + 26  | 32               |
| 4. | US Romans         | 6     | 4      | 4     | 73:59         | + 14  | 30               |
| 5. | US Côte-Vermeille | 6     | 2      | 6     | 108:105       | + 3   | 28               |
| 6. | US Bergerac       | 5     | 4      | 5     | 49:103        | − 54  | 28               |
| 7. | Aviron Bayonnais  | 5     | 0      | 9     | 92:117        | − 25  | 24               |
| 8. | CA Brive          | 0     | 2      | 12    | 46:123        | − 77  | 16               |

|    | Team                  | Siege | Unent. | Ndlg. | Spiel- punkte | Diff. | Tabellen- punkte |
| -- | --------------------- | ----- | ------ | ----- | ------------- | ----- | ---------------- |
| 1. | AS Montferrand        | 8     | 1      | 5     | 153:99        | + 54  | 31               |
| 2. | Paris Université Club | 7     | 3      | 4     | 132:100       | + 32  | 31               |
| 3. | CS Vienne             | 7     | 2      | 5     | 138:88        | + 50  | 30               |
| 4. | US Montauban          | 7     | 1      | 6     | 79:72         | + 7   | 29               |
| 5. | SC Albi               | 6     | 1      | 7     | 75:79         | − 4   | 27               |
| 6. | US Tyrosse            | 5     | 3      | 6     | 64:126        | − 62  | 27               |
| 7. | Stadoceste Tarbais    | 5     | 1      | 8     | 76:104        | − 28  | 25               |
| 8. | Stade Bagnérais       | 5     | 0      | 9     | 72:121        | − 49  | 24               |

|    | Team           | Siege | Unent. | Ndlg. | Spiel- punkte | Diff. | Tabellen- punkte |
| -- | -------------- | ----- | ------ | ----- | ------------- | ----- | ---------------- |
| 1. | SC Mazamet     | 11    | 1      | 2     | 145:54        | + 91  | 37               |
| 2. | USA Perpignan  | 9     | 2      | 3     | 189:73        | + 116 | 34               |
| 3. | AS Béziers     | 8     | 2      | 4     | 151:76        | + 75  | 32               |
| 4. | FC Auch        | 8     | 1      | 5     | 122:93        | + 29  | 31               |
| 5. | TOEC           | 4     | 3      | 7     | 85:153        | − 68  | 25               |
| 6. | CA Bègles      | 5     | 0      | 9     | 84:125        | − 41  | 24               |
| 7. | Stade Niortais | 2     | 4      | 8     | 46:123        | − 77  | 22               |
| 8. | CO Le Creusot  | 2     | 1      | 11    | 61:186        | − 125 | 19               |

## Finalphase

### 1/16-Finale
| Datum          | Begegnung                                 | Ergebnis |
| -------------- | ----------------------------------------- | -------- |
| 24. April 1955 | USA Perpignan – SC Graulhet               | 17:5     |
| 24. April 1955 | CA Périgueux – Castres Olympique          | 06:0     |
| 24. April 1955 | Stade Montois – US Bergerac               | 12:3     |
| 24. April 1955 | US Dax – SU Agen                          | 11:9     |
| 24. April 1955 | US Romans – US Cognac                     | 06:3     |
| 24. April 1955 | SC Albi – Racing Club de France           | 09:0     |
| 24. April 1955 | Stade Lavelanétien – AS Béziers           | 03:0     |
| 24. April 1955 | RC Toulon – RC Vichy                      | 09:6     |
| 24. April 1955 | FC Lourdes – FC Grenoble                  | 10:0     |
| 24. April 1955 | CS Vienne – US Montauban                  | 16:3     |
| 24. April 1955 | AS Montferrand – Stade Toulousain         | 18:0     |
| 24. April 1955 | SC Mazamet – Lyon Olympique Universitaire | 09:6     |
| 24. April 1955 | Paris Université Club – US Côte-Vermeille | 34:3     |
| 24. April 1955 | SC Tulle – US Carmaux                     | 06:3     |
| 24. April 1955 | Section Paloise – TOEC                    | 08:0     |
| 24. April 1955 | SC Angoulême – FC Auch                    | 03:0     |

### Achtelfinale
| Datum       | Begegnung                        | Ergebnis |
| ----------- | -------------------------------- | -------- |
| 1. Mai 1955 | USA Perpignan – CA Périgueux     | 15:03    |
| 1. Mai 1955 | Stade Montois – US Dax           | 14:03    |
| 1. Mai 1955 | US Romans – SC Albi              | 14:11    |
| 1. Mai 1955 | Stade Lavelanétien – RC Toulon   | 13:0     |
| 1. Mai 1955 | FC Lourdes – CS Vienne           | 22:05    |
| 1. Mai 1955 | AS Montferrand – CS Vienne       | 22:05    |
| 1. Mai 1955 | Paris Université Club – SC Tulle | 24:05    |
| 1. Mai 1955 | Section Paloise – SC Angoulême   | 13:08    |

### Viertelfinale
| Datum       | Begegnung                               | Ergebnis |
| ----------- | --------------------------------------- | -------- |
| 8. Mai 1955 | USA Perpignan – Stade Montois           | 17:11    |
| 8. Mai 1955 | US Romans – Stade Lavelanétien          | 03:0     |
| 8. Mai 1955 | FC Lourdes – AS Montferrand             | 21:03    |
| 8. Mai 1955 | Paris Université Club – Section Paloise | 14:09    |

### Halbfinale
| Datum        | Begegnung                          | Ergebnis |
| ------------ | ---------------------------------- | -------- |
| 15. Mai 1955 | FC Lourdes – Paris Université Club | 08:6     |
| 15. Mai 1955 | USA Perpignan – US Romans          | 18:0     |

### Finale
| 22. Mai 1955 | USA Perpignan                                                         | 11 : 6        | FC Lourdes                      | Parc Lescure, Bordeaux Zuschauer: 39.764 Schiedsrichter: Georges Laffitte |
| 22. Mai 1955 | Versuche: Gauby (1) Garrigue (1) Torreilles (1) Erhöhungen: Serre (1) | (5:6) Bericht | Dropgoals: Prat (1) Labazuy (1) | Parc Lescure, Bordeaux Zuschauer: 39.764 Schiedsrichter: Georges Laffitte |

Aufstellungen
USA Perpignan: Roger Capell, Henri Doutres, René Garrigue, Georges Gauby, François Gimenez, Gérard Llaury, Vincent Mestres, René Monie, Richard Pallach, Gérard Roucariès, Gaston Rous, Jacques Sagols, André Sanac, Jean Serre, Serge Torreilles
FC Lourdes: André Abadie, Jean Barthe, Guy Calvo, Célestin Domec, Louis Guinle, Antoine Labazuy, François Labazuy, Pierre Lacaze, André Laffont, Thomas Manterola, Roger Martine, Daniel Saint-Pastous, Jean Prat, Maurice Prat, Henri Rancoule